# E.ON Ruhrgas

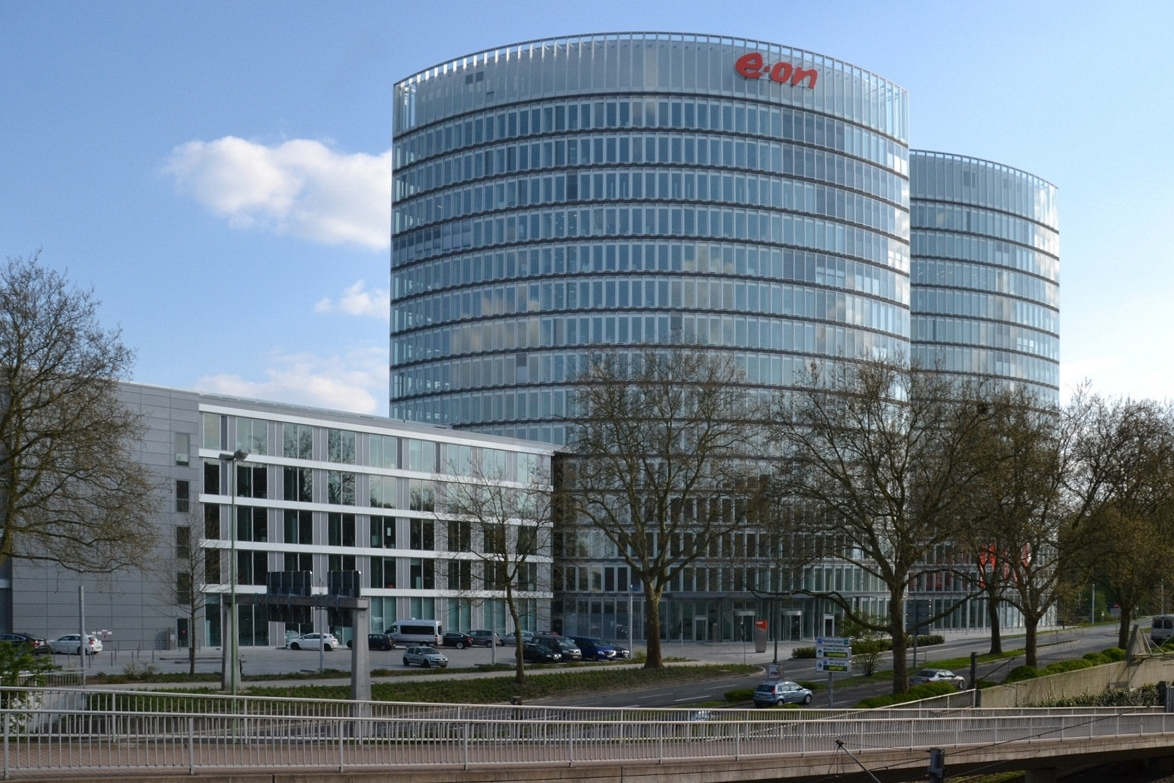
Hauptverwaltung E.ON Ruhrgas in Essen-Rüttenscheid

Die 1926 als Ruhrgas Aktiengesellschaft (Eigenschreibweise R u h r g a s) gegründete E.ON Ruhrgas AG war das größte Ferngas- und Erdgasunternehmen Deutschlands. Das Unternehmen mit Sitz in Essen wurde seit März 2003 als hundertprozentige Tochtergesellschaft von E.ON mit Firma E.ON Ruhrgas AG geführt. Unter der Führung E.ONs wurden bis 2012 die umfangreichen gasaffinen Industriebeteiligungen und das Gasnetz der Ruhrgas veräußert. Das Gashandelsgeschäft wurde mit Wirkung zum 2. Mai 2013 auf die in Düsseldorf ansässige E.ON Global Commodities SE (heute Uniper) verschmolzen.

## Konzernstruktur
E.ON Ruhrgas war zuletzt die Führungsgesellschaft der E.ON Konzerneinheit Global Gas. Die Einheit Global Gas ist im E.ON-Konzern für die Gasbeschaffung einschließlich der eigenen Gasförderung sowie für die Projekt- und Produktentwicklung in den Bereichen Speicherung, Transport, LNG und technische Anlagenbetreuung verantwortlich.
Die Geschäftsaktivitäten der E.ON Ruhrgas teilten sich wiederum auf sieben strategische Geschäftsfelder auf. Durch das integrierte Portfoliomanagement sollte ein abgestimmtes Zusammenwirken einzelner Aufgabenbereiche sichergestellt werden. Das Kompetenzcenter Gastechnik & Energiesysteme bündelte die technische Expertise zur Unterstützung aller Aktivitäten entlang der Wertschöpfungskette. E.ON Ruhrgas Exploration & Production erkundete und förderte Erdgas und Erdöl im sogenannten Upstream-Bereich. Langfristige Lieferverträge wurden im Bereich LTC betreut. Im Geschäft mit verflüssigtem Erdgas (LNG) war es Ziel, sich langfristige Wachstumsmöglichkeiten im globalen Gasgeschäft zu sichern. Das nationale und internationale Speichergeschäft wurde über E.ON Gas Storage koordiniert. Die Transportkapazitäten im deutschen Fernleitungsnetz wurden durch die neu aufgestellte Konzerngesellschaft Open Grid Europe vermarktet, die 2012 als eigenständige GmbH vom E.ON-Konzern an ein internationales Käuferkonsortium veräußert worden ist. Das strategische Geschäftsfeld Infrastrukturbeteiligungen betreute bestehende internationale Leitungssysteme und Beteiligungen; es begleitete außerdem aktiv neue Pipelineprojekte und Joint Ventures.

## Kennzahlen
Im Geschäftsjahr 2010 wurden 695,4 Milliarden kWh Gas abgesetzt und 20.896 Millionen Euro Erlöse erzielt. Das (adjusted) EBITDA betrug 2.031 Millionen Euro und das (adjusted) EBIT betrug 1.471 Millionen Euro. Die Zahlen zeigen die Bedeutung, die E.ON Ruhrgas für den Konzern hatte. Das Leitungsnetz umfasste 12.000 km, die sich jetzt im Besitz der Open Grid Europe befinden. Die Arbeitsgaskapazität der eigenen sowie angemieteten Gasspeicher betrug 10,5 Milliarden Kubikmeter, davon sieben Milliarden Kubikmeter allein in Deutschland.

## Geschichte

### Bis 2002

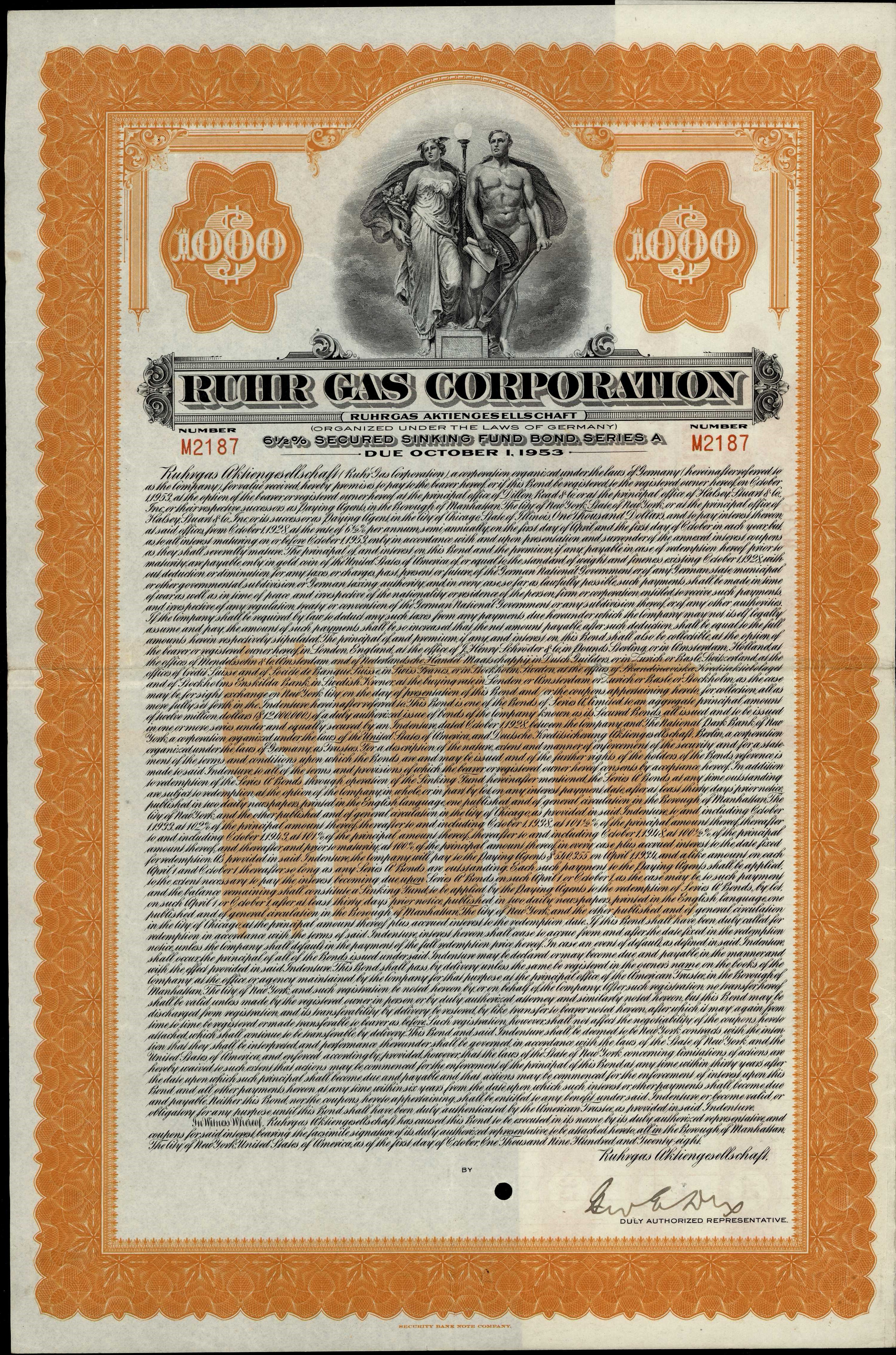
Amerikanische Anleihe der Ruhrgas AG vom 1. Oktober 1928

Ehemalige Logos der Ruhrgas AG und E.ON Ruhrgas

Die Aktiengesellschaft für Kohleverwertung (AG für Kohleverwertung) wurde 1926 als Gemeinschaftsunternehmen der Ruhrgebietszechen gegründet, um den Vertrieb des in den Kokereien erzeugten Gases zu übernehmen. Zu Beginn war dies eine Initiative von Albert Vögler, Generaldirektor der Vereinigten Stahlwerke AG und Alfred Pott, Generaldirektor des Bergbauzweiges des Stinnes-Konzerns, die die Idee einer großräumigen Ferngasversorgung entwickelten. 1928 wurde das 300 km lange Leitungsnetz der RWE AG übernommen und die „Aktiengesellschaft für Kohleverwertung“ (AGKV) wurde in Ruhrgas AG umbenannt. Bis zum Ende des Jahrzehntes wurden Verträge für die Gasversorgung der Städte Köln, Düsseldorf, Hannover und Saarbrücken abgeschlossen. 1930 betrug der Gesamtabsatz 0,3 Milliarden Kubikmeter, 3,8 Milliarden kWh. Das Leitungsnetz umfasste 857 km. Die Ruhrgas beschäftigte 385 Mitarbeiter und hatte 1930 einen Umsatz von 13 Millionen Reichsmark.
Bis 1936 war das Ferngasnetz auf 1.128 km Länge gewachsen, mit dem zwei Milliarden Kubikmeter Kokereigas aus 32 Kokereien verteilt wurden. Als wichtiger Industriekunde konnten die Opel-Werke in Rüsselsheim gewonnen werden. 1939 übernahm die Ruhrgas AG auf Forderung des Reichswirtschaftsministeriums die Aufgabe, das in Bad Bentheim (Landkreis Grafschaft Bentheim) entdeckte Erdgasvorkommen in das bestehende Ferngasnetz einzubinden. Kriegsbedingt konnte erst 1944 eine 75 km lange Erdgasleitung zu den Chemischen Werken Hüls fertiggestellt werden.
1945 waren durch kriegsbedingte Zerstörungen nur noch 3 von 51 Kokereien lieferfähig. Doch die Zerstörungen wurden überraschend schnell überwunden, so dass bereits Ende des Jahres 1945 das Ferngasnetz zu 90 % wieder betriebsbereit war. 1948 exportierten Ruhrgas und Thyssengas gemeinsam Kokereigas in die Niederlande.
Bis 1965 wuchs das Leitungsnetz auf 3.402 km und der Gesamtabsatz lag bei 3,3 Milliarden Kubikmetern, 36,6 Milliarden kWh, davon 10 % aus Erdgas. Es wurden 1965 1.667 Mitarbeiter beschäftigt, die einen Umsatz von 430 Millionen DM erwirtschafteten.
Im Jahr 1970 unterzeichnete die in Essen ansässige Ruhrgas AG den ersten Liefervertrag mit dem sowjetischen Partner Sojuzgas. Daraus entwickelte sich beginnend unter der von 1971 bis 1974 währenden Geschäftsführung von Paul Tosse (anschließend Geschäftsführer der Gas-Union in Frankfurt) Deutschlands größtes Pipeline- und Handelsunternehmen für Erdgas mit einer quasi monopolartigen Stellung, die durch den Abschluss der deutsch-sowjetischen Verträge 1973 noch wuchs. Bei diesem Geschäft, das die Errichtung einer Erdgaspipeline von Sibirien bis nach Deutschland vorsah, lieferte die Mannesmann AG finanziert von der Deutschen Bank Großrohre, die zum Bau der Pipeline benötigt wurden. Im Gegenzug belieferte Sojuzgas Ruhrgas mit Erdgas. Aus dem über Jahrzehnte bis zum Jahr 2000 fixierten Erlös tilgte die sowjetische Seite den Kredit bei der Deutschen Bank. Mit den beherrschenden Konzernen im Eigentümerkreis der Bergemann GmbH, der monopolartigen Stellung in der Ferngastechnik und im Gashandel der Bundesrepublik und den finanzwirtschaftlichen und energiepolitischen Verflechtungen, in die die Ruhrgas AG eingebunden war, gehörte das Unternehmen bis in die 1990er Jahre zu den wichtigen Playern der sogenannten Deutschland AG.
1977 begann die Ruhrgas AG in Kooperation mit der Swissgas auch mit Erdgaslieferungen in die Schweiz.
1980 betrug das Ferngasnetz 7.507 km und der Gesamtabsatz belief sich auf 38,2 Milliarden Kubikmeter, 424,6 Milliarden kWh, davon 95 % aus Erdgas. Die Ruhrgas AG beschäftigte 1980 2.938 Mitarbeiter und erzielte einen Umsatz von 8,798 Milliarden DM.
1983 unterzeichnete die Ruhrgas AG mit der sowjetischen Sojuzgasexport und dem DDR-Kombinat „Verbundnetz Energie“ einen Vertrag über die Lieferung von jährlich 650 Millionen Kubikmetern Erdgas für West-Berlin ab 1985.
Neben der UdSSR erschloss sich Ruhrgas weitere Bezugsquellen in den Niederlanden, in Deutschland, seit September 1977 in Norwegen, seit 1984 in Dänemark und seit 1998 in Großbritannien. Dabei nahm das Troll-Projekt in Norwegen besondere Aufmerksamkeit ein, weil es den Anteil norwegischen Erdgases aus der Nordsee von 1996 bis 2005 verdoppeln sollte.
1994 gehörten zur Ruhrgas AG zwei Holdinggesellschaften sowie eine Reihe von Projektgesellschaften, die sich mit dem Erdgastransport beschäftigten. In der Ruhrgas Energiebeteiligungs-Aktiengesellschaft (RGE) war die Mehrzahl der energiewirtschaftlichen Beteiligungen zusammengefasst. Das Downstream-Engagement der Ruhrgas AG unter dem Dach der RGE bestand 1998 aus Beteiligungen an 23 in- und ausländischen Energieversorgungsunternehmen. Die industriellen Beteiligungen wurden durch die inzwischen in Ruhrgas Industries GmbH umbenannte Ruhrgas Industrie-Beteiligungsgesellschaft mbH geführt, die vier Geschäftsfelder hatte: Gasmessung und -regelung, Industrieofenbau, Pipeline-Engineering und Gebäudetechnik. Im gesamten Ruhrgas-Konzern waren Ende 1998 rund 9.100 Mitarbeiter beschäftigt.
Ruhrgas verfügte 1998 über ein Ferngasnetz von 10.361 km mit 26 Verdichterstationen und 12 unterirdischen Speichern und der Gesamtabsatz betrug 50,9 Milliarden Kubikmeter, 585,7 Milliarden kWh und war damals der beherrschende, monopolartige Gasnetzbetreiber in Deutschland. Das Unternehmen beschäftigte 1989 2.681 Mitarbeitern und erzielte einen Umsatz von 12,824 Milliarden DM, der bis 1994 auf 13,8 Milliarden DM und bis 2004 auf 14,4 Milliarden Euro gewachsen war, wohingegen die Zahl der Beschäftigten auf 2500 im gleichen Zeitraum abnahm.
Vor der Übernahme durch E.ON im Jahr 2002 waren zuletzt folgende Aktionäre (nach Stimmrechtsanteilen) an der Ruhrgas beteiligt (Stand: 1998):
- 59,76 % Bergemann KG (Stimmen-Pool: Gelsenberg AG (Deutsche BP Holding AG), RAG Beteiligungs-GmbH (RAG AG), Mannesmann AG, Thyssen AG, Krupp AG, RWE DEA AG, VEBA AG, weitere Gesellschaften)
- 25,00 % Brigitta Erdgas und Erdöl GmbH (Esso AG/Deutsche Shell AG)
- 15,00 % Schubert KG u. a. (Schubert Beteiligungs-GmbH (Mobil Oil AG/Preussag AG), Elwerath Erdgas und Erdöl GmbH (ESSO AG/Deutsche Shell AG), Gelsenberg AG (Deutsche BP Holding AG))
- 0,24 % weitere Kleinaktionäre

### Ruhrgas als Tochtergesellschaft von E.ON

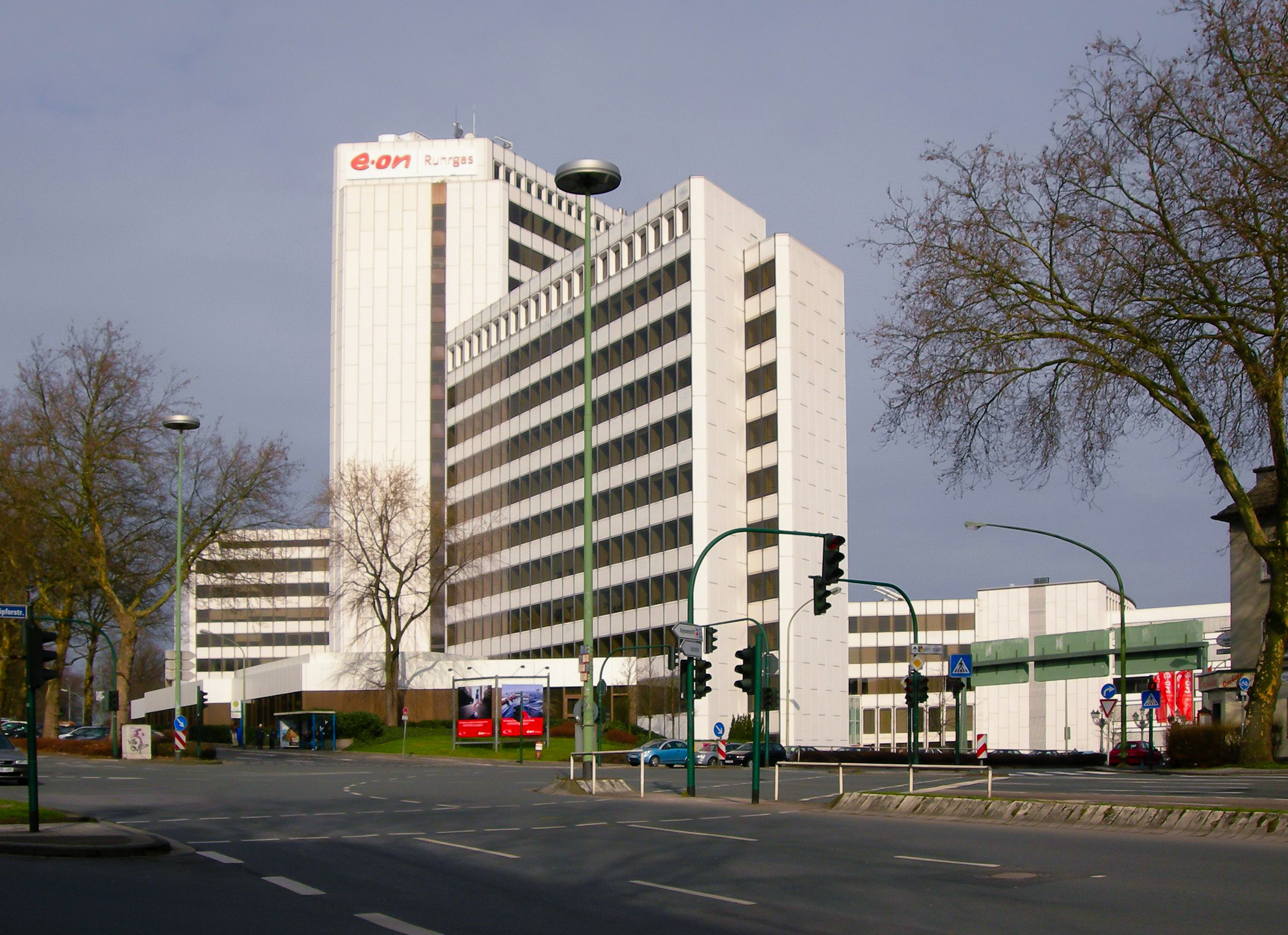
Ehemalige Zentrale von E.ON Ruhrgas in Essen-Huttrop, der heutige Ruhr-Turm.

Unter der Regierung Gerhard Schröders konnte durch die außerordentliche Ministererlaubnis des damaligen Wirtschaftsministers Werner Müller die ebenfalls aus einer Fusion von VEBA und VIAG hervorgegangene E.ON im Frühjahr 2002 den Gaskonzern Ruhrgas in Essen übernehmen, nachdem das Bundeskartellamt zuerst den Zusammenschluss untersagt hatte. Der Kauf von Ruhrgas durch die finanzstarke E.ON sollte höhere Gasimporte aus Russland ermöglichen. Dagegen verlangte die Monopolkommission in ihrer Stellungnahme eine bessere Diversifizierung der Bezugsquellen. Das Oberlandesgericht Düsseldorf (OLG) hatte die Fusion zunächst gestoppt; Grundlage dafür waren Eilanträge der Energiehändler Ampere und Trianel. Das OLG äußerte Zweifel an der Rechtmäßigkeit der vom Wirtschaftsministerium erteilten Sondergenehmigung, die die Fusion trotz eines Verbots durch das Bundeskartellamt billigte. Die Übernahme zog sich daraufhin bis März 2003 hin. Der Kaufpreis lag für E.ON ungefähr bei acht Milliarden Euro, wobei Ruhrgas damals einen jährlichen Reingewinn in Höhe von ca. zwei Milliarden Euro auswies. Am 1. Juli 2004 benannte der neue Eigentümer seine Gassparte in E.ON Ruhrgas um.
Im Juni 2005 erwarb E.ON Ruhrgas 51 % am rumänischen Gasversorger DistriGaz Nord und firmierte diesen am 1. April 2006 in E.ON Gaz România um. Am 8. September 2005 wurde der Vertrag über den Bau der Nord-Stream-Pipeline (ehemals North European Gas Pipeline, NEGP) von der russischen Gazprom und den deutschen Konzernen E.ON Ruhrgas und BASF im Beisein von Gerhard Schröder und Wladimir Putin unterzeichnet. 2006 wurde die Elster Group als letztes Unternehmen der ehemaligen Ruhrgas Industries Sparte veräußert.
2008 umfasst das Leitungsnetz 11.552 km und der Gesamtabsatz betrug 687 Milliarden kWh. 2008 erwirtschaftete die E.ON Ruhrgas 27,422 Milliarden Euro.
Im Jahr 2009 beteiligte sich E.ON mit 25 % abzüglich einer Aktie über die Betreiberfirma OAO Severneftegazprom (SNGP) am Erdgasfeld Juschno-Russkoje. Weitere Aktionäre sind die Gazprom (50 % plus 2 Aktien) sowie die Wintershall (25 % abzgl. einer Aktie). Damit hat E.ON Ruhrgas Zugriff auf eines der größten Erdgasfelder der Welt mit Reserven von über 800 Milliarden Kubikmetern Erdgas. Der Transport von Erdgas aus diesem Feld nach Mitteleuropa sollte ab 2012 über die in Bau befindliche Pipeline Nord Stream erfolgen.
Im März 2009 bestätigte der E.ON-Konzern die Absicht, das Tochterunternehmen Thüga, die seit Dezember 2004 über die Tochter E.ON Ruhrgas Thüga Holding zur E.ON Ruhrgas gehörte, zu verkaufen. Der Kaufvertrag zwischen E.ON und dem kommunalen Erwerberkonsortium Integra/KOM9 wurde am 23. Oktober 2009 unterzeichnet. Die Thüga-Beteiligungen an der Gasag (36,85 %), an der HEAG Südhessische Energie (40 %), an den Stadtwerken Duisburg (20 %) sowie an den Stadtwerken Karlsruhe (10 %) wurden im Gegenzug an die E.ON Ruhrgas übertragen. Alle vier Beteiligungen sollten verkauft werden. Auch der 40%ige Anteil an der HEAG Südhessische Energie wurde 2010 an die Holding HEAG veräußert.
Im Juli 2010 übernahm E.ON Ruhrgas 15 % der Anteile der Trans Adriatic Pipeline von den bisher paritätischen Gesellschaftern EGL und Statoil.
E.ON Ruhrgas errichtete in der Nähe der Essener Grugahalle eine neue Konzernzentrale. Im Oktober 2010 wurde auf dem Gelände des ehemaligen Grugastadions die neue Hauptverwaltung der E.ON Ruhrgas bezogen, und damit der Standort von Essen-Huttrop nach Essen-Rüttenscheid verlegt.

## Geldbuße der EU-Kommission wegen Aufteilung von Märkten
Am 8. Juli 2009 verhängte die EU-Kommission Geldbußen von je 553 Millionen Euro gegen GDF Suez und E.ON/E.ON Ruhrgas. Im Rahmen der Planungen zum Bau der MEGAL-Pipeline wurden im Jahr 1975 Zusatzvereinbarungen über die Aufteilung von Gasmärkten in Frankreich und Deutschland getroffenen. Den Unternehmen wird vorgeworfen diese Marktabsprachen unzulässigerweise weiter praktiziert zu haben, obwohl diese, ursprünglich legalen Wettbewerbsabreden, nach der Öffnung der europäischen Gasmärkte seit August 2000 gegen EU-Recht verstießen. Das Bußgeld wurde fristgemäß im Oktober 2009 gezahlt.

## Auflösung der E.ON Ruhrgas AG
2004 wurde der Gastransport der E.ON Ruhrgas als eigenständige Tochtergesellschaft ausgegliedert und 2006 in E.ON Gastransport umbenannt. 2008 übernahm E.ON Gastransport das Eigentum an den Netzen der E.ON Ruhrgas in Deutschland. Am 1. September 2010 wurden auf Basis des Dritten Energieliberalisierungspakets der EU das geforderte Unbundling umgesetzt.
Das in der Open Grid Europe zusammengefasste Gastransportsystem wurde im Juli 2012 mit Betriebsstellen und Personal für 3,2 Milliarden Euro an ein Konsortium von Infrastrukturfonds verkauft, so dass E.ON Ruhrgas nur noch das Gashandelsgeschäft mit ca. 500 Mitarbeitern durchführte.
Mit Wirkung zum 2. Mai 2013 wurde die E.ON Ruhrgas auf die E.ON Global Commodities SE mit Sitz in Düsseldorf verschmolzen. Sie wurde 2015 auf Uniper Global Commodities SE umfirmiert.